# 31 Baza Lotnicza
31 Baza Lotnicza – wojskowa baza lotnicza zlokalizowana w południowo-wschodniej części Poznania, włączona w struktury NATO. W 2001 roku została zmodernizowana, tak by móc obsługiwać samoloty F-16 Fighting Falcon, w które wyposażona były stacjonujące w bazie 3 Eskadra Lotnictwa Taktycznego "Poznań" i 6 Eskadra Lotnictwa Taktycznego. Przeprowadzona kontrola NIK, pomimo wykazania pewnych nieprawidłowości, oceniła działania MON w tej sprawie pozytywnie

## Historia

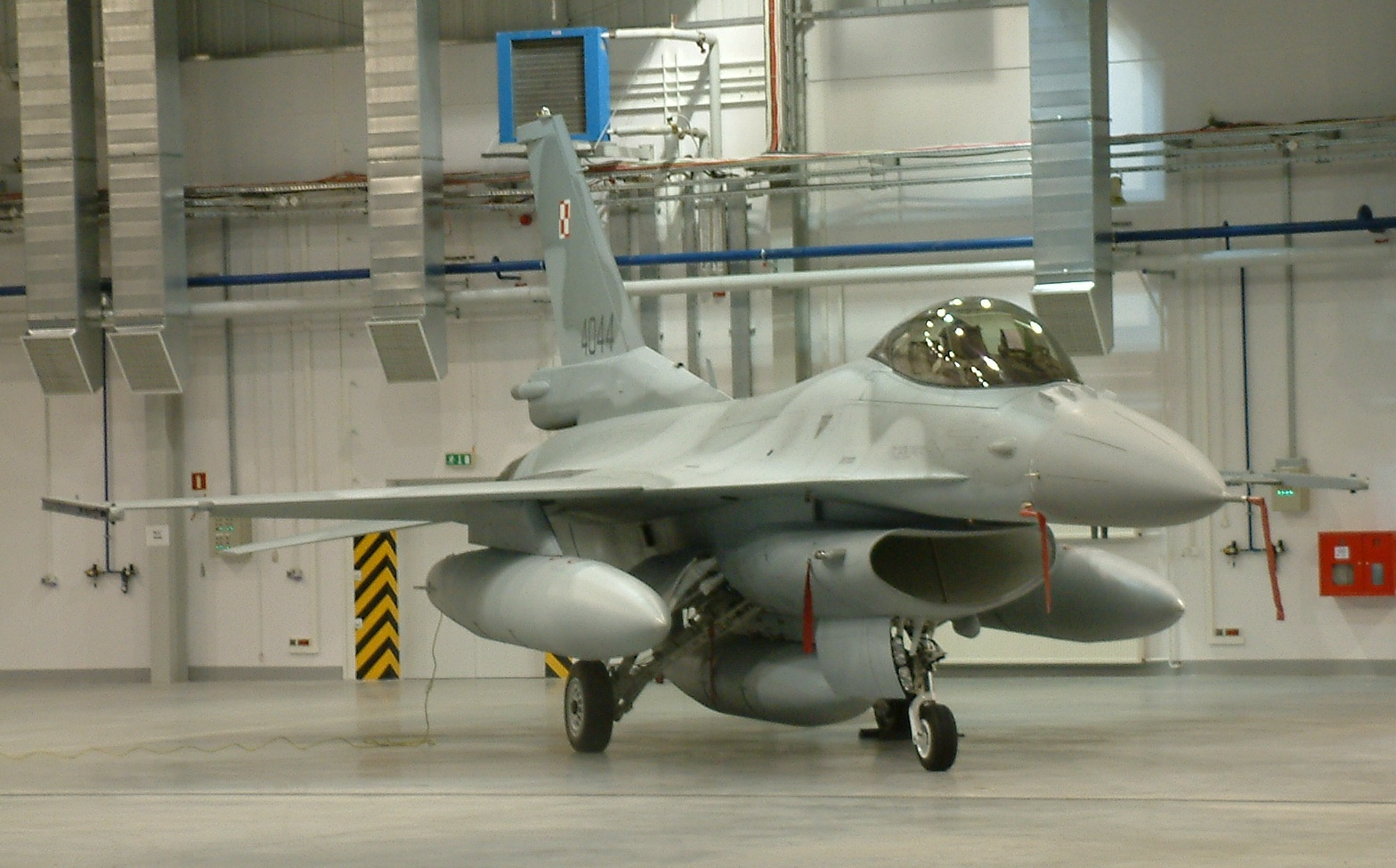
Polski F-16 stacjonujący, wówczas w 31 Bazie Lotniczej

Początki lotniska sięgają II wojny światowej. W 1941 niemieckie władze zlokalizowały na Krzesinach fabrykę Focke-Wulfa, przy której znajdowało się lotnisko. Zakłady w 1944 stały się celem nalotów amerykańskiego lotnictwa bombowego. Następnie, w 1945, lotnisko przejęła Armia Czerwona, a w 1954 przekazano lotnisko LWP.
W dniu 4 września 1954 stacjonująca na Krzesinach jedna z eskadr 11 Pułku Lotnictwa Myśliwskiego została przekształcona w 62 Pułk Szkolno-Treningowy Lotnictwa Myśliwskiego wchodzący w skład 3 Korpusu Obrony Powietrznej. W 1957 został on przeformowany w bojowy 62 Pułk Lotnictwa Myśliwskiego, któremu w 1958 nadano imię Powstańców Wielkopolskich 1918/1919. W 16 stycznia 1994 ponownie zmieniono nazwę, tym razem na 3 Pułk Lotnictwa Myśliwskiego "Poznań" składający się z dwóch eskadr. W 1999 skład 1 Eskadry powiększono o część personelu i sprzętu rozformowanej 17 Eskadry Lotniczej z Ławicy. Baza w obecnym kształcie powstała 31 grudnia 2000 w wyniku przekształcenia 3 Pułku Lotnictwa Myśliwskiego w 31 Bazę Lotniczą i 3 Eskadrę Lotnictwa Taktycznego "Poznań".
31 Baza Lotnicza otrzymała w 2003 roku Znak Honorowy Sił Zbrojnych Rzeczypospolitej Polskiej za zabezpieczenie międzynarodowych manewrów pk. "NATO Air Meet 2003"
W 2006 roku do Poznania przebazowano 6 Eskadrę Lotnictwa Taktycznego (stacjonującą do tej pory w Powidzu). Z dniem 1 kwietnia 2008, 31. Baza Lotnicza wraz z 3. i 6. Eskadrą Lotnictwa Taktycznego przekształcone zostały w 31. Bazę Lotnictwa Taktycznego.
15 sierpnia 2006 załoga Boeinga 737 należącego do Sky Airlines, wykonując lot SHY335 z Antalyi do Portu lotniczego Poznań-Ławica, pomyliła lotniska i wylądowała o 19:50 na lotnisku wojskowym na Krzesinach koło Poznania.
27 sierpnia 2016 na terenie bazy odsłonięto pierwszy w Polsce pomnik generała Andrzeja Błasika, ofiary katastrofy smoleńskiej. Prezydent Andrzej Duda odsłonił także tablicę pamiątkową poświęconą pamięci Marii i Lecha Kaczyńskich oraz generała broni pilota Stanisława Targosza, który od 2005 do 2007 był dowódcą Sił Powietrznych i zmarł po ciężkiej chorobie w sierpniu 2013. W uroczystościach wziął też udział minister Antoni Macierewicz.

## Częstotliwości radiowe
- Krzesiny TWR (wieża) - 121,0250
- Automatic Weather/Airport Information (system podobny do ATIS) - 128,725

## Dowódcy
- ppłk Sławomir Smuktonowicz – (do 20 grudnia 2007)
- płk pil. inż. Rościsław Stepaniuk – (od 20 grudnia 2007)[6]